# マイヤー・ヴェルフト
マイヤー・ヴェルフト（Meyer Werft）は、ドイツのパーペンブルクにある造船会社。河川用クルーズ客船を担うグループ企業ネプトゥーン・ヴェルフトと共にマイヤー・ネプトゥーン（Meyer Neptun）の傘下にある。
日本語では、ドイツ語を直訳したマイヤー造船所とする表記も存在している。

## 歴史
1795年に木造船の造船所として設立、1872年には蒸気機関を搭載した鉄製の船の建造に着手。1873年には最初の3隻を、翌年には初の客船となるトリートン（Triton）を進水させた。19世紀を通じ400隻以上を建造、第一次世界大戦前には、21世紀まで航行を続けた1909年のプリンツ・ハインリヒと1913年のゲッツェンが建造されている。
第一次世界大戦を乗り切り、1934年に建造され2012年まで使用された検査船エムスを含む船舶を建造した他、漁船、灯台船、巡視船、沿岸用客船などに事業を集中した。第二次世界大戦が終結すると、貨客船、LPG船、RO-RO船、家畜運搬船、クルーズ客船と事業を広げた。1975年には、エムス川沿岸からパーペンブルク近郊へ移転している。1987年には、世界最大となる屋内造船ドックを建設した。その後、2001年には、さらに規模を拡大した第二の屋内造船ドックを設けている。
1997年、ロストックのネプトゥーン・インドゥストリー・ロストックとグループ化した。
2003年には500人もの大量解雇が発生した。これは、2001年に発生したアメリカ同時多発テロ事件の影響でクルーズ客船の新規受注の見通しが立たなくなったことが背景にある。
2014年8月には、フィンランド政府と共同でSTXヨーロッパからトゥルクのSTXフィンランドの造船所を買収。株式の取得比率はマイヤー・ヴェルフトが70%、フィンランド政府が30%。諸手続が完了次第、「マイヤー・トゥルク造船」に社名を変更する予定。

## 運営
建造する船舶はクルーズ客船、LPG船、LNGタンカー、フェリー、RO-RO船といった民間向けの大型船が主力である。
従業員3,100人を有し、地域最大の雇用を創出する企業の一つとなっている。
マイヤー・ヴェルフトが擁する屋内造船ドックは、世界最大のものとして知られており、1987年のものは全長370m、幅102m、高さ60m。さらにこれを1991年に100m延伸している。2001年から建設したものは、2008年の延長分120mを含めて全長504m、幅125m、高さ75mとさらに大規模な施設となった。この他に、敷地内に露天ドックを1基保有している。
パーペンブルクで建造された船は、進水後エムス川へ進み北海へ向かうことになるが、大型船の場合はエムス川河口堰によりエムス川の水深を最大2.7m上昇させることが必要になる。

## 観光
パーペンブルクの造船所は、それ自体が「マイヤー造船所」としてヨーロッパ産業遺産の道に組み込まれており、北部ルート、製造業ルート、運輸・通信ルートの3つに属するアンカーポイントとなっている。
観光客を受け入れる施設としてビジターセンターを設けており、年30万人が訪れている。

## 建造船
受注済みの船を含めて主要な建造船は、2013年1月の段階でクルーズ客船40隻、RO-RO船を含むフェリー29隻、各種ガスタンカー56隻、家畜運搬船27隻。
別記無き限り以下の出典は、2013年1月のCompany Brochureに拠る。

### 歴史的な建造船
| 船名                                   | 建造   | 船種         | 備考                                           |
| -------------------------------------- | ------ | ------------ | ---------------------------------------------- |
| トリートン（Triton）                   | 1874年 | 客船         | 初の鉄製客船                                   |
| プリンツ・ハインリヒ（Prinz Heinrich） | 1909年 | 客船         | 伝統船として現存                               |
| ゲッツェン（Goetzen）                  | 1913年 | 客船         | リエンバ（Liemba）として現役                   |
| ドゥラッツォ（Durazzo）                | 1921年 | 貨物船       | 1951年まで最大の船                             |
| エムス（Ems）                          | 1934年 | 調査船       | 伝統船として現存                               |
| エルベ1（Elbe 1）                      | 1948年 | 灯台船       | 航行可能な博物館船として現存                   |
| モーリシャス（Mauritius）              | 1955年 | 貨客船       | 初の貨客船                                     |
| マルメ（MALMÖ）                        | 1964年 | RO-RO船      | 初のRO-RO船                                    |
| ホメリック（Homeric）                  | 1985年 | クルーズ客船 | 初のクルーズ客船、トムソン・ドリームとして現存 |

### クルーズ客船
| 船名                                                      | 建造   | 総トン数 | 備考                                                         |
| --------------------------------------------------------- | ------ | -------- | ------------------------------------------------------------ |
| ホメリック（Homeric）                                     | 1985年 | 42,000   | 初のクルーズ客船、現トムソン・ドリーム                       |
| クラウン・オデッセイ（Crown Odyssey）                     | 1988年 | 34,200   | 現バルモラル                                                 |
| ホライズン（Horizon）                                     | 1990年 | 46,800   | 準同級ゼニス                                                 |
| オリアナ（Oriana）                                        | 1995年 | 69,000   |                                                              |
| センチュリー（Century）                                   | 1995年 | 71,000   | 現セレブリティ・センチュリー、準同級2隻                      |
| スーパースター・レオ（SuperStar Leo）                     | 1998年 | 76,800   | 現ノルウェージャン・スピリット、同級スーパースター・ヴァーゴ |
| オーロラ（Aurora）                                        | 2000年 | 76,000   |                                                              |
| レディアンス・オブ・ザ・シーズ（Radiance of the Seas）    | 2001年 | 90,090   | 同級3隻                                                      |
| ノルウェージャン・スター（Norwegian Star）                | 2001年 | 92,000   | 同級ノルウェージャン・ドーン                                 |
| ノルウェージャン・ジュエル（Norwegian Jewel）             | 2005年 | 93,500   | 同級3隻                                                      |
| AIDAディーヴァ（AIDAdiva）                                | 2007年 | 69,200   | 同級2隻                                                      |
| セレブリティ・ソルスティス（Celebrity Solstice）          | 2008年 | 122,000  | 同級4隻                                                      |
| AIDAブルー（AIDAblu）                                     | 2010年 | 71,100   | 同級2隻                                                      |
| ディズニー・ドリーム（Disney Dream）                      | 2011年 | 130,000  | 同級ディズニー・ファンタジー                                 |
| ノルウェージャン・ブレイクアウェイ（Norwegian Breakaway） | 2013年 | 144,000  | 同級ノルウェージャン・ゲッタウェイ                           |
| クァンタム・オブ・ザ・シーズ（Quantum of the Seas）       | 2014年 | 166,500  | 同級アンセム・オブ・ザ・シーズ                               |
| ノルウェージャン・エスケープ（Norwegian Escape）          | 2015年 | 163,000  | 同級ノルウェージャン・ブリス                                 |
| スピリット・オブ・ディスカヴァリー（Spirit of Discovery） | 2019年 | 58,119   | 同級スピリット・オブ・アドヴェンチャー                       |
| アイオナ（Iona）                                          | 2020年 | 184,089  | 同級アーヴィア                                               |
| ディズニー・ウィッシュ（Disney Wish）                     | 2022年 | 144,000  | 同級2隻竣工、1隻建造予定                                     |
| シルバー・ノヴァ（Silver Nova）                           | 2023年 | 55,051   | 同級シルバー・レイ                                           |
| 飛鳥III（Asuka III）                                      | 2025年 | 52,200   |                                                              |

### フェリー
| 船名                                    | 建造   | 総トン数 | 備考                                |
| --------------------------------------- | ------ | -------- | ----------------------------------- |
| プエルト・バジャルタ（Puerto Vallarta） | 1974年 | 7,005    | 準同級2隻                           |
| ヴァイキング・サリー（Viking Sally）    | 1980年 | 15,567   | クルーズフェリー、1994年9月28日沈没 |
| 2000型                                  | 1983年 | 14,800   | ペルニ向けフェリー、15隻建造        |
| 1000型                                  | 1986年 | 6,000    | ペルニ向けフェリー、9隻建造         |
| シリヤ・ヨーロッパ（Silja Europa）      | 1993年 | 59,914   | クルーズフェリー                    |
| ポン＝タヴァン（Pont-Aven）             | 2004年 | 40,800   | クルーズフェリー                    |

### その他
| 船名                            | 建造   | 総トン数 | 船種       | 備考                           |
| ------------------------------- | ------ | -------- | ---------- | ------------------------------ |
| アル・シュワイク（Al Shuwaikh） | 2000年 | 40,600   | 家畜運搬船 | 羊80,000頭                     |
| ゾンネ（Sonne）                 | 2015年 | 8,600    | 調査船     | ネプトゥーン・ヴェルフトが受注 |

## 注
1. ↑  英語による呼称もMeyer Werft[2]。
2. ↑  英：Meyer shipyard、蘭：Meyer Scheepswerf、仏：Le chantier naval Meyer、ドイツ語のみ社名と同じMeyer Werft[20]。